# Sede titolare di Malamocco
Malamocco (in latino Methamaucensis) è una sede vescovile titolare della Chiesa cattolica.

## Storia
Malamocco, sull'isola del Lido di Venezia, è stata la primitiva sede dei vescovi di Chioggia, dal IX secolo fino al 1110, quando il vescovo Enrico Grancarolo traslò la sede a Chioggia.
Dal 2018 Malamocco è annoverata tra le sedi vescovili titolari della Chiesa cattolica; dal 10 novembre 2020 il vescovo titolare è Noel Saw Naw Aye, vescovo ausiliare di Yangon.

## Cronotassi dei vescovi titolari
- Josep Maria Abella Batlle, C.M.F. (2 giugno 2018 - 14 aprile 2020 nominato vescovo di Fukuoka)
- Noel Saw Naw Aye, dal 10 novembre 2020